# Oleg Morgun
Oleg Valer'evič Morgun (in russo Олег Валерьевич Моргун?; Sadkovcy, 19 marzo 1967) è un politico russo, separatista ucraino, nominato nel 2023 dalle autorità della repubblica di Doneck sindaco di Mariupol'.

## Biografia
Morgun è nato a Sadkovcy, nell'oblast' di Vinnycja, dove ha lavorato come capo del locale dipartimento di polizia. È stato capo ad interim della polizia di Mariupol da giugno a luglio 2014.
È stato a capo del Distretto di Novoazovs'k della Repubblica Popolare di Doneck sotto il Presidente Aleksandr Zacharčenko.
Dal 23 gennaio 2023 ricopre la carica di sindaco di Mariupol' dopo la nomina da parte del presidente Denis Pušilin.